# Guerra Sith
La Guerra Sith es un conflicto ficticio del universo de Star Wars, narrado en el cómic Tales of the Jedi: Sith War del Periodo de la Antigua República.
Guerra que se produjo alrededor de los años 3996 Antes de la Batalla de Yavin, entre los Jedi y los Sith. 
El Lord Oscuro del Sith Exar Kun y su aprendiz, Ulic Qel-Droma atacó a la República y los Jedi para establecer una nueva Edad de Oro de los Sith cuando los suyos se creían extintos tras la Gran Guerra Hiperespacial.
Kun comenzó atrayendo al Lado Oscuro aprendices Jedi y otros usuarios de la Fuerza y creando un centro de entrenamiento y poder Sith en Yavin 4. Sus Sith comenzarían luego a matar Maestros Jedi.
Mientras, Qel-Droma hizo una alianza con la secta oscura de la Fuerza krath y con Mandalore el Indomable y sus guerreros mandalorianos para conquistar planetas, empezando por el sistema Teta, poniéndose al frente de las fuerzas militares de los Sith. Los frentes de batalla más importantes fueron Foerost, Coruscant, Onderon y Ossus.
En Foerost Qel-Droma se hizo con todas las naves de guerra de la República varadas en el astillero, y en Coruscant Qel Droma y sus fuerzas casi conquistaron la vulnerable capital republicana. Pero fueron traicionados por una facción de su ejército y fallaron. Kun tuvo entonces que viajar a Coruscant e irrumpir en el juicio de su aprendiz en el Senado, matando a su antiguo Maestro Jedi Vodo-Siosk Baas y liberando a Droma.
En Onderon el ejército mandaloriano fue destruido y sus remanentes cayeron en la luna de Dxun, con su antiguo líder muerto.
Finalmente en Ossus Qel-Droma fue capturado y el Centro Jedi del planeta fue primero atacado con muchas muertes de Jedi y otros y finalmente saqueado y destruido por los Sith.
La batalla final ocurrió en Yavin 4, casi todos los miles de Caballeros Jedi de la galaxia viajaron al mundo de templos Sith y utilizaron la Fuerza para destruir a Kun y sus templos.

## Los Sith
A diferencia de los Sith de la Guerra Civil Jedi los de la Guerra Sith eran auténticos Sith y no Jedi caídos como los del Lord Oscuro Darth Revan. Esto es porque Exar Kunfue un discípulo de un auténtico Lord Sith, Freedon Nadd y fue nombrado Señor Oscuro por un espíritu Sith de la Edad de Oro de estos, Marka Ragnos.
Y los otros Sith fueron entrenados por Kun o poseídos por espíritus de antiguos Sith.

## Las fuerzas y campos de batalla
La coalición Sith-Krath-Mandalorian luchó en pocos frentes de batalla (Coruscant, Onderon...) durante la guerra según el cómic que nos narra la épica lucha (Tales of the Jedi: Sith War). Igual que muestra sólo veinte padawans del lado Sith.
Pero en otras historias de Star Wars se revela más de la guerra, por ejemplo en los videojuegos Caballeros de la Antigua República y su secuela se dice que fueron muchos los padawans que se unieron a los Sith y se volvieron contra sus maestros y que mataron muchos Jedi y otros seres, igual que se dice que ocurrieron muchas batallas y deserciones en la guerra. 
Así que Exar Kun mató varios Maestros Jedi y llevó a sus Templos Sith de Yavin 4 más de veinte padawans para que fueran instruidos en las técnicas Sith y controlados por antiguos espíritus Sith. Esto trajo muchas batallas y muertes.

## Posguerra
Más de una veintena de padawans fueron convertidos en auténticos Sith y mataron a sus Maestros y muchos Jedi murieron. Otros mundos del Núcleo fueron brutalmente atacados y dañados durante la guerra, incluyendo el propio Coruscant. No fue hasta la derrota de los dos Señores Sith y de los mandalorianos que los Sith de Kun huyeron a las Regiones Desconocidas.
La Orden Jedi quedó dañada, no sólo en número, sino sobre todo en credibilidad y mentalidad. Los Jedi se volvieron muy cautos y preocupados acerca de sus modos de enseñanza. Esto se puede apreciar en la forma de reaccionar ante las Guerras Mandalorianas y en la Guerra Civil Jedi.
Es posible que los Sith que huyeron a las Regiones Desconocidas y que sirvieron nacieron de Exar Kun sean las preocupaciones de Revan y que instaron a los mandalorianos a debilitar con una guerra a la República.
El problema de los Sith seguiría más allá de estas dos guerras hasta las Nuevas Guerras Sith, la Purga Jedi, el Imperio...
- Datos: Q2894853